# Kanton Pau-Centre
Der Kanton Pau-Centre war von 1973 bis 2015 ein französischer Wahlkreis im Arrondissement Pau, im Département Pyrénées-Atlantiques und in der Region Aquitanien. Er bestand aus einem Teil der Stadt Pau. Die Bevölkerungszahl des Kantons betrug am 1. Januar 2012 insgesamt 19.635 Einwohner. 